# Asimptotă
Despre o curbă A se spune că este asimptotă pentru o curbă B dacă pentru orice valoare pozitivă arbitrară d, există puncte pe A dincolo de care distanța dintre A și B nu depășește niciodată d. Cu alte cuvinte, la deplasarea de-a lungul lui B într-o anumită direcție, distanța dintre ea și asimptota A ajunge în cele din urmă mai mică decât orice distanță care se poate specifica, un infinitezimal.

## Definire și reprezentare grafică

### Înțeles

Graficul funcției în coordonate carteziene. Axele x și y sunt asimptote pentru hiperbola dată.

Asimptotele sunt definite formal cu ajutorul limitelor. Există mai multe cazuri care pot fi tratate separat, cum ar fi asimptotele liniare. O definiție intuitivă spune că graficul unei funcții este asimptota graficului altei funcții, dacă cele două funcții se apropie arbitrar de mult.
Un exemplu specific de asimptote liniare se pot găsi în graficul funcției f(x) = 1/x (o hiperbolă), în care se văd două asimptote: dreapta orizontală y = 0 și dreapta verticală x = 0.  
Există mai multe moduri de a interpreta comportamentul asimptotic. În particular, afirmația "O funcție f(x) tinde asimptotic la o funcție g(x) când x → ∞" are unul din următoarele înțelesuri distincte:
1. f(x) − g(x) → 0.
2. f(x) / g(x) → 1.
3. f(x) / g(x) are o limită nenulă.

### Asimptote multiple, intersecții

Graficul unei funcții poate avea asimptote verticale, orizontale și oblice, ca de exemplu care include arce de hiperbolă

O funcție poate avea mai multe asimptote, de un singur fel, sau de feluri diferite. O astfel de funcție cu asimptote orizontală, verticală, și oblică este reprezentată în dreapta.

O curbă își poate intersecta asimptota, chiar de un număr infinit de ori.

În particular, o funcție y = ƒ(x) poate avea cel mult 2 asimptote orizontale sau 2 asimptote oblice (sau una din fiecare). Poate exista orice număr de asimptote verticale, ca în cazul funcției y=tan(x)
O curbă își poate intersecta asimptota în mod repetat. Mai mult, poate face acest lucru de un număr infinit de ori, după cum se arată în graficul din stânga.

## Asimptote liniare

### Asimptote orizontale

Graficul unei funcții poate avea două asimptote orizontale. Un exemplu de astfel de funcție este

Dacă {\displaystyle f:\mathbb {R} \rightarrow \mathbb {R} } este o funcție, atunci dreapta y = a este asimptotă orizontală pentru f dacă
{\displaystyle \lim _{x\to \infty }f(x)=a\,{\mbox{ sau }}\lim _{x\to -\infty }f(x)=a}, cu {\displaystyle a} diferit de {\displaystyle +\infty ,-\infty .}
Intuitiv, aceasta înseamnă că f(x) se apropie oricât de mult de a dacă x este suficient de mare. Cât de mare înseamnă aceasta depinde doar de cât de aproape se dorește ca f(x) să se afle față de a.
De observat că dacă
{\displaystyle \lim _{x\to \infty }f(x)=a\,{\mbox{ si }}\lim _{x\to -\infty }f(x)=b}
atunci graficul lui f are două asimptote orizontale: y = a și y = b. Un exemplu de astfel de funcție este funcția arctangentă.
Un alt exemplu ar fi ƒ(x)=1/(x2+1), care are asimptotă orizontală în y=0, după cum rezultă din limita
{\displaystyle \lim _{x\to \infty }{\frac {1}{x^{2}+1}}=0}

### Asimptote verticale
Dreapta x = a este asimptota verticală a unei funcții f dacă este adevărată una din condițiile următoare:
1. {\displaystyle \lim _{x\to a^{-}}f(x)=\pm \infty }
2. {\displaystyle \lim _{x\to a^{+}}f(x)=\pm \infty }

Intuitiv, dacă x = a este asimptota lui f, atunci, dacă ne imaginăm x apropiindu-se de a dintr-o parte, valoarea lui f(x) crește fără limită; adică f(x) devine mare (pozitive sau negativ), și, de fapt, devine mai mare decât orice valoare finită.  
De observat că f(x) poate să fie sau să nu fie definit în a: comportamentul funcției exact în punctul x = a nu afectează asimptota.  De exemplu, fie funcția
{\displaystyle f(x)={\begin{cases}{\frac {1}{x}}&{\mbox{pt }}x>0,\\5&{\mbox{pt }}x\leq 0\end{cases}}}
Când {\displaystyle \lim _{x\to 0^{+}}f(x)=\infty }, f(x) are asimptotă verticală în 0, chiar dacă {\displaystyle f(0)=5}.
In cazul funcțiilor raționale, de exemplu f(x) = 1/(x-1) asimptotă verticală este în x=1, după cum arată limita
{\displaystyle \lim _{x\to 1^{+}}{\frac {1}{x-1}}=\infty }
punct în care se anulează numitorul, anulare ce produce împărțirea cu zero.

### Asimptote oblice
Când o asimptotă nu este paralelă cu axele x sau y, ea se numește asimptotă oblică.
Dacă y = mx + b, este orice dreaptă neverticală, atunci funcția f(x) este asimptotică la ea dacă
{\displaystyle \lim _{x\to \infty }f(x)-(mx+b)=0\,{\mbox{ sau }}\lim _{x\to -\infty }f(x)-(mx+b)=0}
Un exemplu este ƒ(x)=(x2-1)/x care are asimptotă oblică pe y=x după cum arată limita
{\displaystyle \lim _{x\to \infty }f(x)-x}
{\displaystyle =\lim _{x\to \infty }{\frac {x^{2}-1}{x}}-x}
{\displaystyle =\lim _{x\to \infty }(x-1/x)-x}
{\displaystyle =\lim _{x\to \infty }1/x=0}

Pe graficul lui, axa y (x = 0) și dreapta y = x sunt ambele asimptote.

Identificarea computațională a unei asimptote oblice poate fi mai dificilă decât cea a unei asimptote verticale sau orizontale, în particular pentru că m și b nu sunt cunoscute a priori. În mod tipic, se evaluează limita potrivită și se aleg m și b astfel încât limita să fie definită. De exemplu, pentru a găsi asimptota oblică a curbei y=25(x3+2x2+3x+4)/(5x2+6x+7), se poate evalua limita
{\displaystyle \lim _{x\to \infty }{\frac {25(x^{3}+2x^{2}+3x+4)}{5x^{2}+6x+7}}-(mx+b)}
{\displaystyle \lim _{x\to \infty }5x+4+{\frac {16x}{5x^{2}+6x+7}}+{\frac {72}{5x^{2}+6x+7}}-mx-b}
{\displaystyle \lim _{x\to \infty }5x-mx+4-b=0,{\mbox{ pentru }}m=5,b=4}
Deci asimptota oblică este y=5x+4.